# Rivanj
Rivanj – wyspa leżąca na Morzu Adriatyckim, w pobliżu miasta Zadar, pomiędzy wyspami Ugljan oraz Sestrunj. Jej powierzchnia wynosi 3,615 km² a długość linii brzegowej 10,346 km. W 2011 roku liczyła 31 mieszkańców.
Administracyjnie należy do Chorwacji. Jedyną większą osadą na wyspie jest Rivanj, zlokalizowany w środku wyspy, w południowo-zachodniej części znajduje się mały port oraz niewielkie zabudowania. Rivanj posiada codzienne połączenie promowe z Zadarem.